# 비토리오 아만돌라
비토리오 아만돌라(Vittorio Amandola, 1952년 11월 4일 ~ 2010년 7월 22일)는 이탈리아의 연극 배우, 텔레비전 배우, 영화배우, 무대 연출가이다.
페루자에서 태어났으며 로마에서 사망하였다. 사인은 암이다.

## 영화
- 나폴레옹의 연인 (2006년)
- 라스트 키스 (2001년) - 지오 미모 역
- 질식된 삶들 (1996년)
- 숏 컷 (1989년)
- 하트의 여왕 (1989년)